# Griedge Mbock
Pour les articles homonymes, voir Mbock.
Griedge Mbock est une joueuse de football internationale française née le 26 février 1995 à Brest (Finistère). Elle évolue au poste de défenseure avec le Paris Saint-Germain.
Griedge Mbock remporte avec les équipes de France la Coupe du monde des moins de 17 ans en 2012 et le Championnat d'Europe des moins de 19 ans en 2013. Elle fait partie des 23 sélectionnées en équipe de France pour la Coupe du monde 2019, formant avec Wendie Renard la paire d'arrières centrales titulaires.

## Carrière

### En club

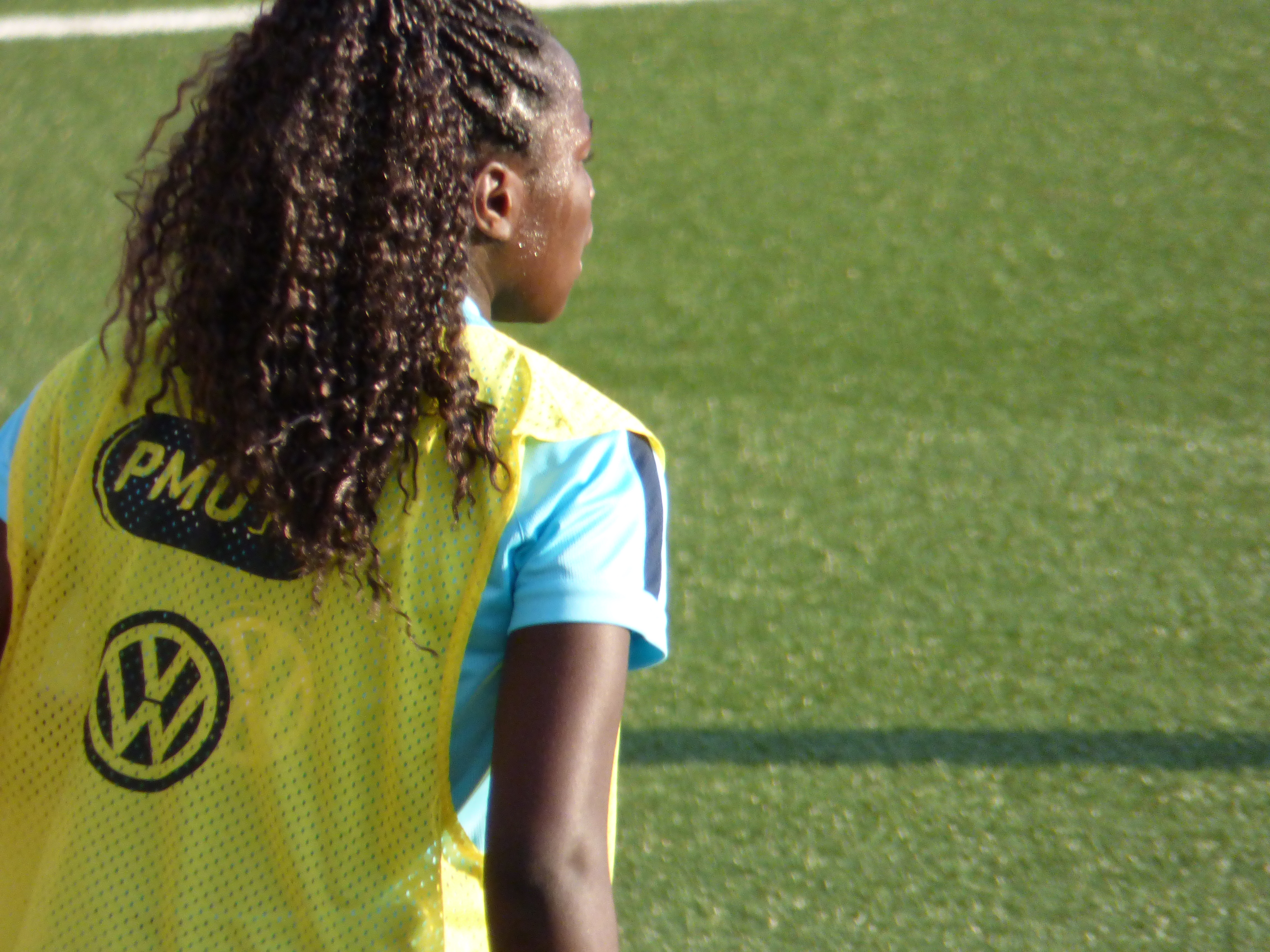
Griedge Mbock avec l'équipe de France en 2015.

Griedge Mbock fait ses débuts en Division 1 avec son club formateur du Stade briochin. Celui-ci est absorbé au début de la saison 2011-2012 et devient l'En Avant de Guingamp.
Elle est élue meilleure espoir du championnat de France de D1 féminine en 2013 par un panel de consultants et de journalistes.
En 2014, elle est élue meilleure espoir du championnat de France de D1 féminine pour la deuxième année consécutive en compagnie de Sandie Toletti et figure dans l'équipe type de D1 féminine aux côtés de Wendie Renard.
En juin 2015, elle s'engage avec l'Olympique lyonnais pour une durée de quatre ans, et s'y impose très rapidement. L'OL a déboursé la somme de 100 000 euros pour s'attacher les services de l'internationale française, ce qui représente le transfert le plus cher de l'histoire du championnat de France féminin.
Victime d'une grave blessure au tendon d'Achille, elle se fait opérer en juin 2020. Fin novembre 2020, en raison d'une cicatrisation incomplète, Griedge Mbock doit se faire de nouveau opérer, ce qui retarde ainsi de plusieurs mois son retour à la compétition. Ce contretemps ne devrait pas l'empêcher de prolonger son contrat avec l'OL. Le 6 septembre 2022, lors d'un match international opposant la France à la Grèce, Griedge Mbock se blesse au genou droit et est écartée des terrains jusqu'à la fin de la saison. Elle fera son retour le 26 août 2023, lors d'un match de présaison contre l'Ajax Amsterdam.
Le 29 juin 2024, l'Olympique lyonnais annonce le départ de la joueuse après neuf ans passés au club.

### En sélection
Elle remporte la Coupe du monde U17 en 2012 et elle est désignée ballon d'or de la compétition.
Au mois d'août 2013, elle remporte l'Euro U19 en tant que capitaine de l'équipe de France. Puis, au mois d'octobre, elle poursuit sa progression en étant convoquée pour la première fois en équipe de France A. Elle connaît sa première sélection le 23 novembre 2013 lors d'une rencontre comptant pour les éliminatoires de la Coupe du monde 2015 face à la Bulgarie. Elle entre en jeu à la 79e minute de jeu à la place de Sabrina Delannoy au cours de cette rencontre que la France remporte 10-0.
En août 2014, elle termine 3e de la Coupe du monde U20 organisée au Canada, et elle est désignée ballon d'argent Adidas de la compétition.
En avril 2015, elle est sélectionnée parmi les 23 joueuses qui iront à la Coupe du monde féminine 2015.
Elle inscrit ses deux premiers buts en équipe de France A le 22 janvier 2017, lors d'un match contre l'Afrique du Sud disputé à La Réunion (victoire 2-0).
Elle porte le numéro 19 en sélection nationale à l'Euro 2017 organisé par l'UEFA aux Pays-Bas.
Le 2 mai 2019, elle fait partie des 23 sélectionnées pour disputer la coupe du monde 2019, où elle est titulaire au poste d'arrière centrale, aux côtés de Wendie Renard.
En 2022, elle participe au championnat d'Europe qui se déroule en Angleterre.
Le 5 juin 2025, elle figure dans la liste des 23 joueuses retenues par Laurent Bonadei pour disputer le Championnat d'Europe en Suisse. À cette occasion, elle est promue et nommée capitaine de la sélection. 

## Vie privée
Elle est d'origine camerounaise.
Elle a deux frères également footballeurs : Erwan, qui a évolué au Stade briochin (club dans lequel sa sœur a débuté), à La Roche-sur-Yon Vendée Football, au FC Challans, au FC Gueugnon, au Stade briochin et désormais au SS Jeanne d’Arc, sur l’île de La Réunion et Hianga'a, professionnel au Stade brestois 29 en Ligue 1 ,.

## Statistiques

### En club
| Saison                | Club                  | Championnat           | Championnat | Championnat | Coupe(s) nationale(s) | Coupe(s) nationale(s) | Compétition(s) continentale(s) | Compétition(s) continentale(s) | Compétition(s) continentale(s) | Total | Total |
| Saison                | Club                  | Division              | M.          | B.          | M.                    | B.                    | Comp.                          | M.                             | B.                             | M.    | B.    |
| 2010-2011             | Stade briochin        | Division 1            | 17          | 0           | -                     | -                     | -                              | -                              | -                              | 17    | 0     |
| Sous-total            | Sous-total            | Sous-total            | 17          | 0           | -                     | -                     | -                              | -                              | -                              | 17    | 0     |
| 2011-2012             | EA Guingamp           | Division 1            | 13          | 1           | 1                     | 0                     | -                              | -                              | -                              | 14    | 1     |
| 2012-2013             | EA Guingamp           | Division 1            | 16          | 0           | 2                     | 0                     | -                              | -                              | -                              | 18    | 0     |
| 2013-2014             | EA Guingamp           | Division 1            | 19          | 3           | -                     | -                     | -                              | -                              | -                              | 19    | 3     |
| 2014-2015             | EA Guingamp           | Division 1            | 21          | 5           | 4                     | 0                     | -                              | -                              | -                              | 25    | 5     |
| Sous-total            | Sous-total            | Sous-total            | 69          | 9           | 7                     | 0                     | -                              | -                              | -                              | 76    | 9     |
| 2015-2016             | Olympique lyonnais    | Division 1            | 20          | 3           | 5                     | 3                     | C1                             | 9                              | 2                              | 34    | 8     |
| 2016-2017             | Olympique lyonnais    | Division 1            | 17          | 3           | 2                     | 0                     | C1                             | 7                              | 1                              | 26    | 4     |
| 2017-2018             | Olympique lyonnais    | Division 1            | 15          | 3           | 4                     | 1                     | C1                             | 7                              | 0                              | 26    | 4     |
| 2018-2019             | Olympique lyonnais    | Division 1            | 16          | 2           | 3                     | 1                     | C1                             | 9                              | 2                              | 28    | 5     |
| 2019-2020             | Olympique lyonnais    | Division 1            | 15          | 4           | 2                     | 0                     | C1                             | 3                              | 1                              | 20    | 5     |
| Sous-total            | Sous-total            | Sous-total            | 83          | 15          | 16                    | 5                     | -                              | 35                             | 6                              | 134   | 26    |
| Total sur la carrière | Total sur la carrière | Total sur la carrière | 169         | 24          | 23                    | 5                     | -                              | 35                             | 6                              | 227   | 35    |

## Palmarès

### En sélection
Équipe de France :
- Vainqueur du Tournoi de Chypre 2014 (1)
- Vainqueur de la SheBelieves Cup 2017 (1)
- Vainqueur du Tournoi de France 2020 (1)

 Équipe de France U-17 :
- Vainqueur de la Coupe du monde 2012 (1)

 Équipe de France U-19 :

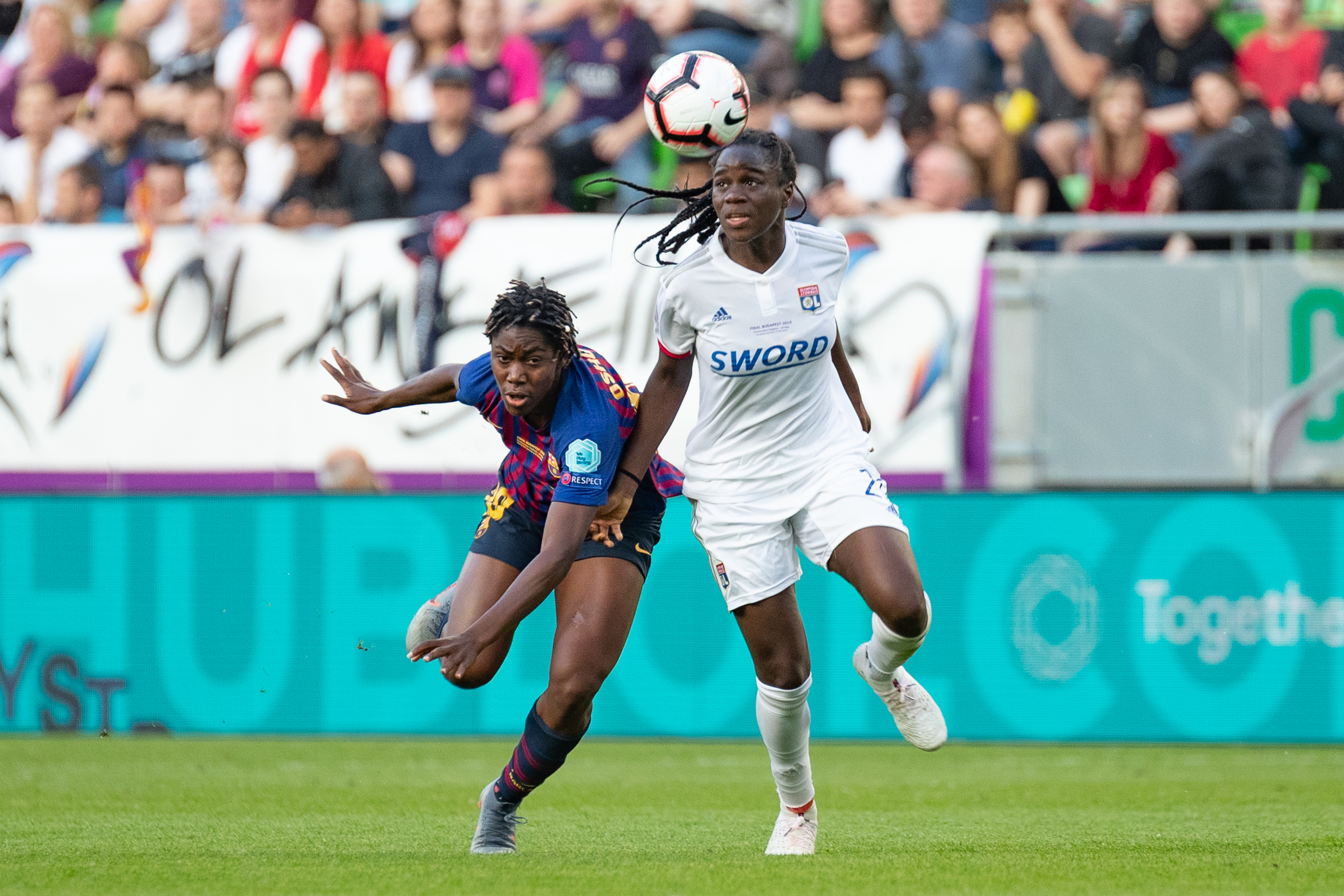
Griedge Mbock au duel avec Asisat Oshoala lors de la finale de Ligue des champions 2019.

- Vainqueur du Championnat d'Europe 2013 (1)

 Équipe de France U-20 :
- Troisième place de la Coupe du monde 2014

### En Club
Olympique lyonnais :
- Vainqueur du Championnat de France en 2016, 2017, 2018, 2019, 2020 et 2022 (6)
- Vainqueur de la Coupe de France en 2016, 2017, 2019 et 2020 (4)
- Vainqueur de la Ligue des champions en 2016, 2017, 2018, 2019, 2020 et 2022 (6)
- Vainqueur du Trophée des championnes en 2019 et 2022 (2)
- Vainqueur de la Women's International Champions Cup en 2019 et 2022 (2)
- Vainqueur du Trophée Veolia en 2020 (1)

### Distinctions personnelles
- Élue Ballon d'or de la Coupe du monde U-17 en 2012
- Élue Ballon d'argent Adidas de la Coupe du monde U-20 en 2014
- Élue Meilleure espoir de D1 par les journalistes en 2013[21]
- Élue Meilleure espoir de D1 par les journalistes en 2014[22]
- Élue Meilleure espoir aux Trophées UNFP en 2016
- Médaille Fédération française de football des légendaires en 2020[23]
- Nommée dans l'équipe type de Division 1 aux Trophées UNFP du football 2022[24]
- Nommée dans l'équipe type de Division 1 aux Trophées UNFP du football 2024[25]